# Darynda Jones
Darynda Jones es la autora estadounidense de la serie Charley Davidson de thrillers, paranormal y romance y de la novela juvenil Death and the Girl Next Door publicada en octubre de 2012. Vive en Nuevo México.

## Serie Charley Davidson
La protagonista de la serie es Charlotte Jean "Charley" Davidson, una investigadora privada que vive en Albuquerque, Nuevo México, pero eso no es todo lo que Charley hace para ganarse la vida. Charley es un portal al cielo y nació en la Tierra como una Parca (ángel de la muerte). No sólo puede ver a los muertos sino que además puede tocarlos. Los muertos que quedaron atascados rondando después de la muerte (debido a numerosas razones) pueden ver su "Luz" desde cualquier lugar en la Tierra. Cuando ellos pasan a través de ella para ir al cielo, Charley obtiene una visión de su vida, olores, sentimientos y recuerdos, entre otros.  
La primera persona en pasar a través de Charley fue su mamá, quién murió por causas relacionadas con el parto y le dijo que la amaba. Este es también uno de sus primeros recuerdos, el que puede rememorarlo debido a que su memoria se extiende desde el día en que nació. Otra de las primeras cosas que ella puede recordar es al Malo Malísimo, un ser envuelto en oscuridad que siempre parecía estar para salvarla. Los libros equilibran humor, romance y suspenso.

### Personajes
Charlotte "Charley" Davidson: personaje principal de las novelas, una chica sarcástica e ingeniosa que trata de balancear su vida como investigador privado y parca. Desde que tenía 5 años ha estado ayudando a su padre, un expolicía, y su tío Bob a resolver casos utilizando sus habilidades de parca. Es un portal al cielo para las almas de los difuntos pasen a través de ella. Una de sus habilidades es que ella es capaz de sanar más rápido que cualquier otro ser humano, cuando se ve obligada puede moverse a una velocidad inhumana y también tiene la astuta habilidad para casi ser asesinada en los lugares más insospechados. Vive en un edificio al otro lado de su oficina que está encima del bar de su padre. 
Reyes Farrow: chico que Charley conoció cuando ella era más joven y trató de salvar después de presenciar como era golpeado por su padre, en ese momento él la llamó "Holandesa". Más tarde ella lo encuentra en prisión por ser el responsable del asesinato de su abusivo padre. Reyes tiene un gran grupo de fanes, mujeres que sacaban fotos de hombres guapos en Prisión. Él a menudo visita a Charley en sueños aunque ella no sabía quién o qué era él. Él es el hijo de Satanás y fue enviado a la tierra a buscar un portal al cielo, una Parca, pero una vez que la vio él quiso estar con ella y por ello nació en la Tierra. Justo como Charley es un portal al cielo, Reyes es un portal al infierno.
Leland Davidson: el padre de Charley y Gemma. Un retirado policía que anteriormente ayudaba a resolver casos de asesinatos junto a la habilidad de Charley para hablar con los muertos. Ahora es dueño de un bar y permite a su hija usar el segundo piso como oficina para sus clientes. A Leland le tomó tres días ver a Charley después de la muerte de su esposa pero él ama mucho a su hija. Para el final del segundo libro y la mayor parte del tercero, la relación de Leland con Charley se tensa después de que él envía a un asesino tras ella. Leland sabía que Charley estaría bien debido a unos extraños sucesos que ocurrieron cuando Charley era más pequeña. Sin embargo, él no le advirtió y ella terminó frente al asesino, atrapada con la guardia baja.
Cookie: Cookie y su hija Amber viven cruzando el pasillo de Charley. Es su mejor amiga y además su secretaria. Mientras Charley hace el trabajo, Cookie se dedica a la investigación. Ambas normalmente se ven muy unidas por su amor al café. Cookie se preocupa por Charley después de que ella deja de dormir debido a que Reyes invade sus sueños y hace todo lo posible para ayudarla de cualquier manera. Ella sabe todo acerca de las habilidades de Charley y también sabe sobre Reyes. 
Gemma: Gemma es la hermana mayor de Charley. Las dos estaban en permanente competencia cuando se trataba de sus aptitudes académicas, sin embargo son casi extrañas y raramente hablan. Mientras Gemma sabe que Charley puede ver y hablar con los espíritus, no es consciente del hecho de que ella es la Parca. Gemma se lleva bien con su madrastra mientras que Charley no.
Denise: Denise es la madrastra de Charley y la ve como una vergüenza. Ella nunca ha aceptado las habilidades de Charley y odia estar cerca de ella.
Tío Bob: Charley es cercana a su tío a quien ella regularmente ayuda en los casos de asesinatos, así como su tío le ayuda para que acceda a cosas para las que uno necesita una autorización de la policía.Él la ama y se encuentra a su lado, teme por ella y la apoya cada vez que lo necesite. Cuando el padre de Charley le dice que deje su trabajo, el Tío Bob se mantiene de su lado y promete hablar con él.
Garret Swopes: Garret fue informado de las habilidades de Charley por el Tío Bob, quien reveló el secreto mientras estaba ebrio y Garret tuvo un tiempo difícil para hacerse a la idea. No le gusta Reyes y su implicación con Charley al igual que Reyes odia la participación de Garret. Él se convierte en un amigo cercano de Charley y a menudo la ayuda cuando ella lo necesite, incluso cuando ella no quiere.
Ángel: fantasma de 13 años que Charley conoció la misma noche que a Reyes. Ángel fue asesinado cuando iba conduciendo un coche y su amigo intentó disparar a la gente afuera, siendo Ángel el único afectado. Trabaja para Charley siguiendo a los sospechosos y a cambio Charley envía el dinero que él habría ganado a su madre. Él sigue tratando de ver a Charley desnuda.
Rocket: fantasma que tiene la extraña habilidad de saber los nombres de todas las personas que han muerto y que morirán pronto. Él vive en un manicomio y aunque es viejo, su personalidad es la de un gran niño. Él disfruta creyendo que asusta a Charley y se emociona cuando ella menciona nombres para que él diga si están muertos o no. Él tiene una hermana a la que Charley conoce más adelante, e incluso finge intentar hacerle daño para que Rocket le de información que no debería.

### Serie Charley Davidson
- Primera Tumba a la Derecha, St. Martin’s Press, 2011[1]
- Porque He Pecado, St. Martin's Press, 2011 (historia)
- Segunda Tumba a la Izquierda, St. Martin’s Press, 2011[2]
- Tercera Tumba Todo Recto, St. Martin’s Press, 2012[3]
- Cuarta Tumba Bajo mi Pie, St. Martin's Press, 2012
- Quinta Tumba Pasando la Luz, St. Martin's Press, 2013
- Sexta Tumba Sobre el Borde, St. Martin's Press, 2014
- Séptima Tumba y Ningún Cuerpo, St. Martin's Press, 2014
- Octava Tumba Después de la Oscuridad, St. Martin's Press, 2015
- Suciedad en la Novena Tumba, St. Martin's Press, 2016
- La Maldición de la Décima Tumba, St. Martin's Press, 2016
- Decimoprimera Tumba a la Luz de la Luna, St. Martin's Press, 2016
- El Problema con la Decimosegunda Tumba, St. Martin's Press, 2017
- Convocanda a la Decimotercera Tumba, St. Martin's Press, 2018

### Trilogía Darklight
- Death and the Girl Next Door (Muerte y la Chica de al Lado), St. Martin's Press, 2012
- Death, Doom and Detention (Muerte, Perdición y Detención), St. Martin's Press, 2013
- Death and the Girl He Loves (Muerte y la Chica que él Ama), St. Martin's Press, 2013

## Premios
El manuscrito de Primera Tumba a la Derecha ganó el Golden Heart Award 2009 por Mejor Romance Paranormal de Romance Writers of América (Escritores de Romance de América), un premio por manuscritos de autores inéditos.  Su libro Tercera Tumba Todo Recto estuvo en la New York Times best seller list. NYTimes y USA Today Author mejor vendido, Darynda Jones ha ganado numerosos premios por su Trabajo, incluyendo el prestigioso Golden Heart®, un Rebecca, dos Hold Medallions, un RITA ®, y un Daphne du Maurier.